# Collemeto
Collemeto ist ein kleines Dorf in der italienischen Gemeinde Galatina (Provinz Lecce).

## Ortsname
Der Name stammt wahrscheinlich aus dem lateinischen Verb cumulare.

## Geschichte
Collemeto entstand in der byzantinischen Zeit dank der Errichtung einer Abtei von Benediktinermönchen um das siebte Jahrhundert n. Chr. als ein kirchliches Zentrum. In einer zweiten Periode wurde die Abtei zur Heimat der basilianischen Mönche.
Die ersten Siedlungen waren von Bauernhöfen vertreten, die von den Bauern in engem Kontakt mit den Mönchen gebaut wurden. Rund um die Abtei entwickelte sich Collemeto als typisches Beispiel des byzantinischen Chorions zwischen den Räumen der fünf bestehenden Bauernhöfe (Masseria Mongiò, Masseria Favale, Masseria Monache, Masseria Balsamo und Masseria la Camara), an der antiken Straße gelegen, die Copertino verband in Galatina auch durch die Bauernhäuser von Mollone und Santa Barbara. In der normannischen Zeit entwickelte sich das Bauernhaus weiter, dank der Förderung der Benediktinermönche von Nardò und der Olivetaner von Galatina. In der Feudalzeit gehörte es unter anderem dem Maremonte und dem Brunello di Nardò.
Viele Zeugnisse erzählen uns von der Anwesenheit einer Höhle der Vier-Palmen-Masseria, in der sich ein Altar befand, der der Madonna von Konstantinopel geweiht war. Diese Höhle war für die alten Bewohner von Collemeto nicht nur der Ort der Anbetung, sondern auch während der Weltkriege eine große Zuflucht vor Feinden.

## Sehenswürdigkeiten
Collemeto liegt an einer wichtigen Straße, die von Lecce, der Stadt des Barocks, zur Hafenstadt Gallipoli führt, und kreuzt die andere Achse, die Copertino mit Galatina verbindet, von der es administrativ abhängig ist.

### Kirche unserer Lieben Frau von Konstantinopel
Die Kirche Unserer Lieben Frau von Konstantinopel ist der Madonna von Konstantinopel geweiht und die Pfarrkirche des Dorfes. Sie wurde in der ersten Hälfte des Jahres 1900 auf einem bereits bestehenden Gebäude errichtet und 1949 geweiht. Die Kirche hat eine nüchterne neoromanische Fassade mit einer zentralen Rosette und einem Eingangsportal, auf dem das Familienwappen Mongiò, die den Bau des Gebäudes förderte, geschnitzt ist: ein Elefant mit einem Turm. An den Seiten des einzigen Portals befinden sich zwei Nischen, in denen Steinstatuen untergebracht sind. Auf der rechten Seite der Fassade steht der Glockenturm.